# Cmentarz wojenny w Lesku
Cmentarz wojenny w Lesku – cmentarz z I wojny światowej położony na terenie miasta Lesko, w powiecie leskim, w województwie podkarpackim. 

## Opis
Cmentarz przylega od strony zachodniej do cmentarza katolickiego. Ma kształt prostokąta o powierzchni około 1450 m². Cmentarz, poświęcony 30 kwietnia 1916, urządził Oddział Grobownictwa Wojennego Komando nr 4 stacjonujący w Rymanowie. Nie zachowały się żadne elementy pierwotnego urządzenia cmentarza. W latach 2000–2003 cmentarz został wyremontowany. Wszystkie mogiły obłożono kamiennym obramowaniem. Mogiły opatrzono drewnianymi krzyżami z metalowymi daszkami. Na niektórych ustawiono drewniane słupy, ukośnie ścięte na szczycie i z umieszczonymi tam krzyżami. Akcent centralny cmentarza stanowi wysoki drewniany krzyż, ustawiony na niewielkim kopczyku z kamieni i tablicą z napisem:

OPUS BELLI MUNDI MCMXIV – MCMXV. 
[DZIEŁO WOJNY ŚWIATOWEJ 1914 – 1915.] 
 

Cmentarz częściowo ogrodzono metalową siatką i żywopłotem. Wejście stanowi monumentalna brama z drewnianych bali zwieńczona krzyżem.
Na cmentarzu pochowano w 31 mogiłach i kilkunastu pojedynczych grobach około 600 niezidentyfikowanych żołnierzy armii austro-węgierskiej, niemieckiej i rosyjskiej poległych w bitwach, które miały miejsce w okolicach Leska na przełomie 1914 i 1915.

## Galeria

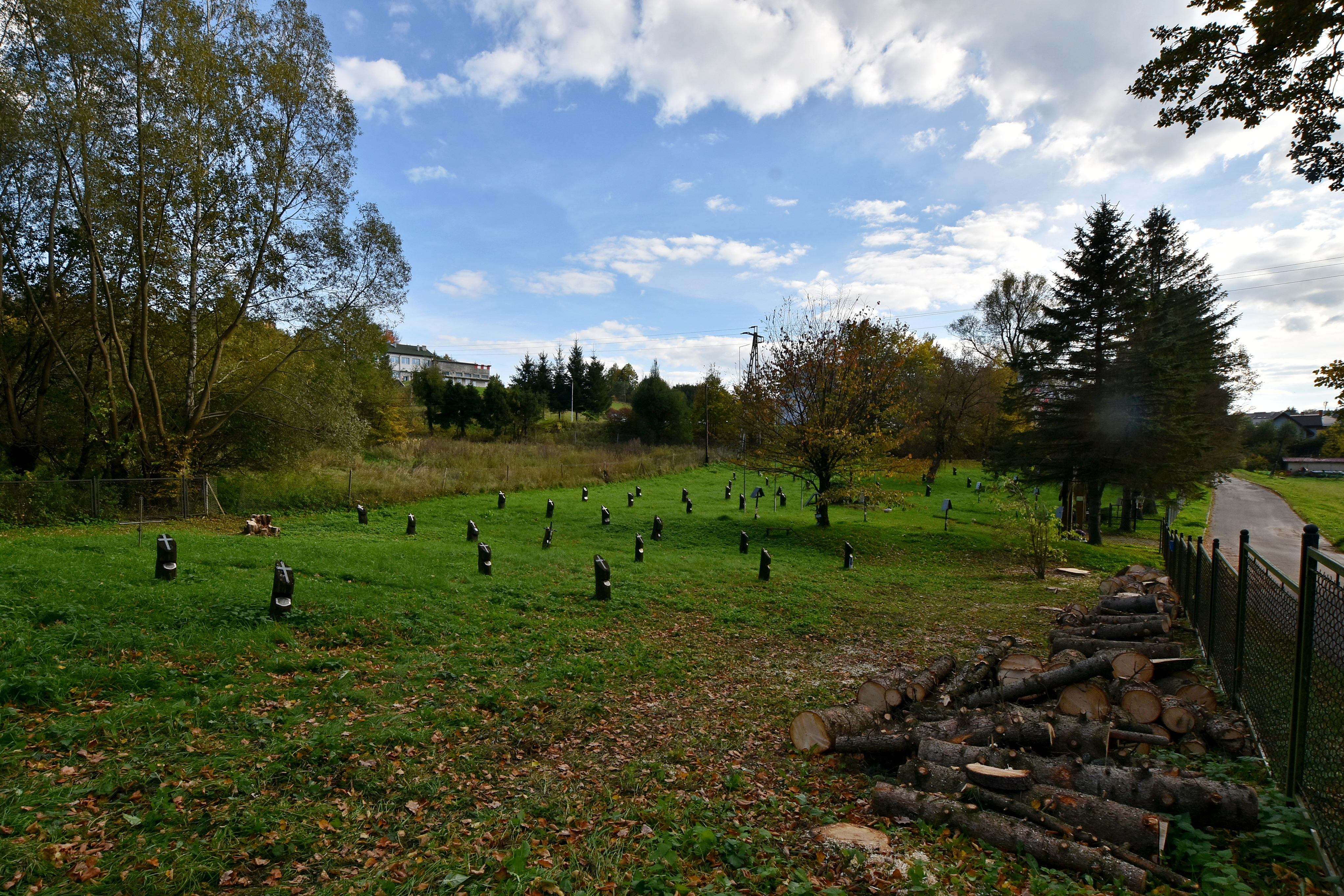
Widok ogólny
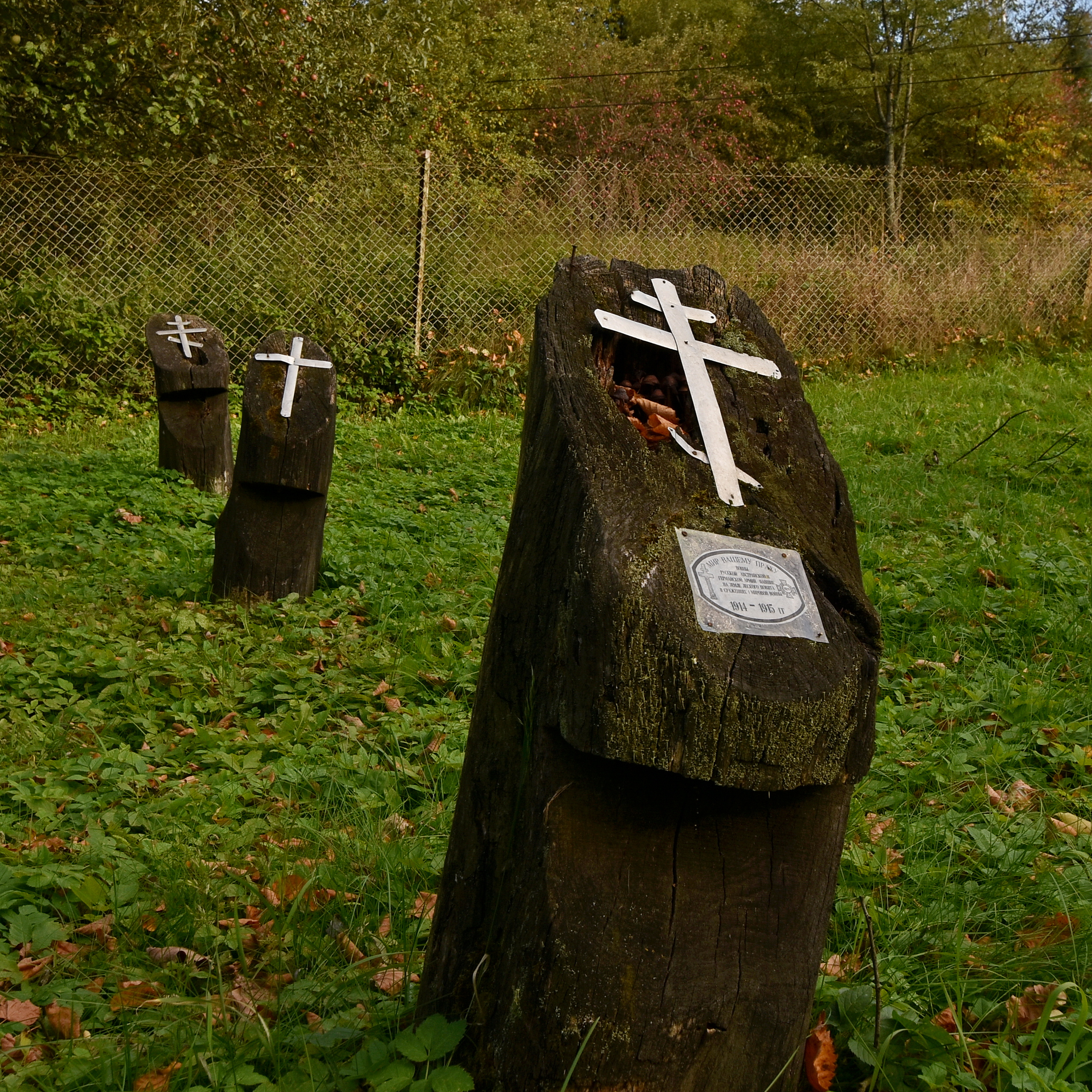
Drewniane nagrobki
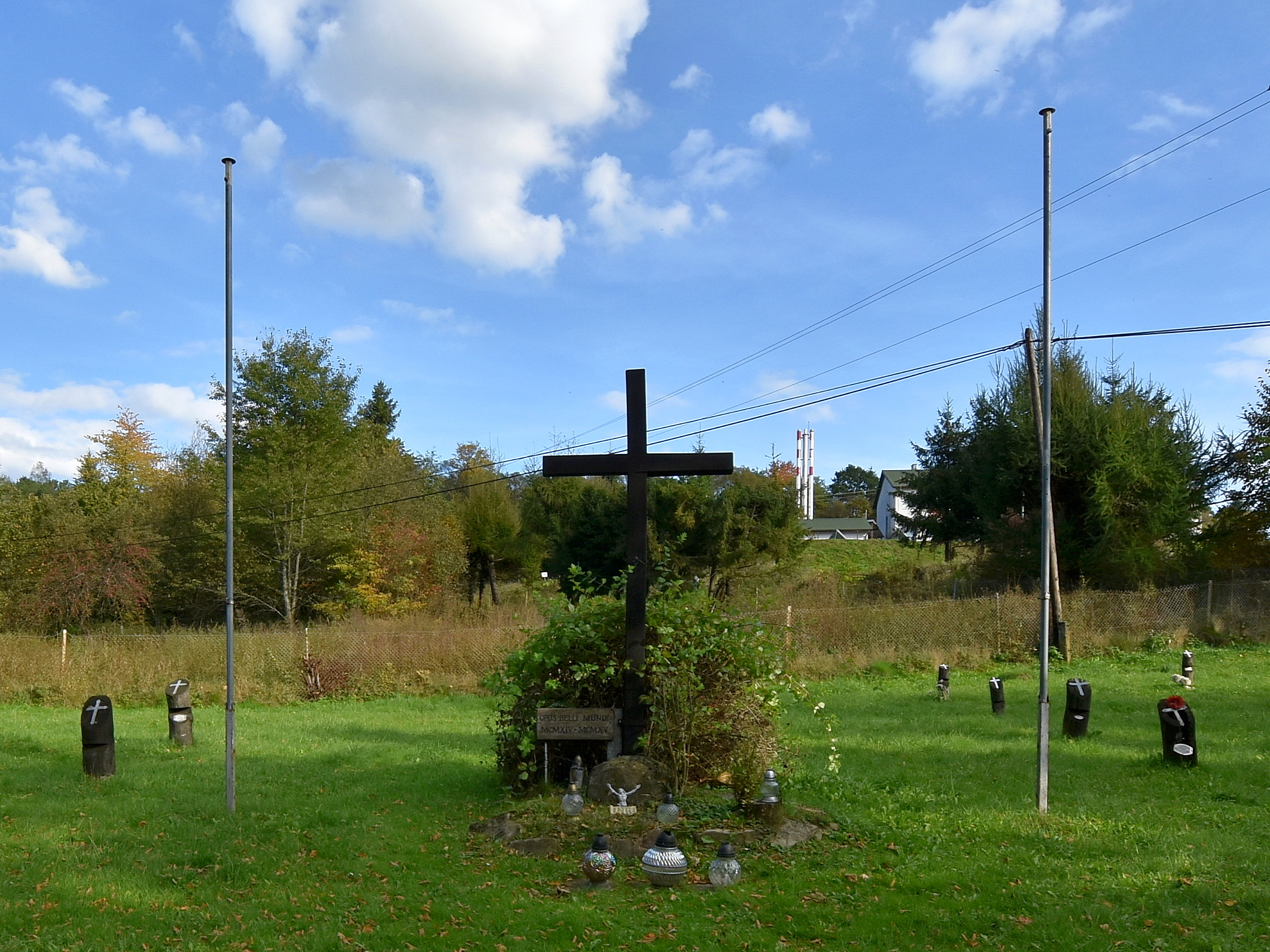
Krzyż centralny